# Xanquer europeu
El xanquer europeu (Macromia splendens) és una espècie d'odonat anisòpter de la família dels macròmids endèmica del sud de França i de la península Ibèrica.

## Descripció
El tòrax és de color verd metàl·lic amb taques grogues dorsals sobre fons negre en l'abdomen. Tendeix a posar-se penjant de les branques dels arbres, en clars o camins forestals.

## Distribució
Es tracta d'una relíquia que ha sobreviscut a les glaciacions, testimoni del passat subtropical del Terciari, fet visible si es té en compte que el gènere Macromia habita principalment en àrees de clima tropical i, de les 112 espècies reconegudes, solament M. splendens es troba en el continent europeu.
L'àrea de distribució d'aquesta espècie es limita a l'extrem sud i sud-oest de França, centre i sud de Portugal; a Espanya, encara que es tracta d'una espècie rara i molt localitzada, es localitza principalment a Galícia, Extremadura, Cadis. A Catalunya només viu en els rius del vessant interior del massís dels Ports en poblacions de pocs individus.

## Hàbitat
Sol habitar en rius amples, en els trams lents que permeten la deposició del sediment i el creixement de la vegetació aquàtica, en trams assolellats i les ribes dels quals estan ocupades per vegetació de ribera. El seu hàbitat està afavorit per la construcció de preses, ja que eixamplen i calmen els rius.